# Condado de Buchanan (Iowa)
El condado de Buchanan (en inglés: Buchanan County, Iowa), fundado en 1837, es uno de los 99 condados del estado estadounidense de Iowa. En el año 2000 tenía una población de 21 093 habitantes con una densidad poblacional de 14 personas por km². La sede del condado es Independence.

## Historia
El Condado de Buchanan, fue formado el 21 de diciembre de 1837, a partir de piezas del Condado de Dubuque. Debe su nombre al presidente de EE. UU. James Buchanan.

## Geografía
Según la Oficina del Censo, el condado tiene un área total de 1485 km² (573,4 mi²), de la cual 1480 km² (571,4 mi²) es tierra y 5 km² (1,9 mi²) es agua.

### Condados adyacentes
- Condado de Clayton noreste
- Condado de Fayette norte
- Condado de Delaware este
- Condado de Linn sureste
- Condado de Benton suroeste
- Condado de Black Hawk oeste
- Condado de Bremer noroeste

## Demografía
En el 2000 la renta per cápita promedia del condado era de $38 036, y el ingreso promedio para una familia era de $45 521. El ingreso per cápita para el condado era de $18 405. En 2000 los hombres tenían un ingreso per cápita de $30 212 contra $22 356 para las mujeres. Alrededor del 9.40% de la población estaba bajo el umbral de pobreza nacional.
| 1900    | 1910   | 1920   | 1930   | 1940   | 1950   | 1960   | 1970   | 1980   | 1990   | 2000   |
| ------- | ------ | ------ | ------ | ------ | ------ | ------ | ------ | ------ | ------ | ------ |
| 221 427 | 19 748 | 19 890 | 19 550 | 20 991 | 21 927 | 22 293 | 21 746 | 22 900 | 20 844 | 21 093 |

## Lugares

### Ciudades
- Aurora
- Brandon
- Fairbank
- Hazleton
- Independence
- Jesup
- Lamont
- Quasqueton
- Rowley
- Stanley
- Winthrop

### Otras localidades
- Bryantsburg
- Doris
- Gatesville
- Littleton
- Monti

### Principales carreteras
- Interestatal 380/Carretera de Iowa 27
- U.S. Route 20
- Carretera de Iowa 150
- Carretera de Iowa 187
- Carretera de Iowa 281